# Pictura
Pictura è un documentario del 1951 diretto da Ewald André Dupont, Luciano Emmer, Robert Hessens, Enrico Gras, Alain Resnais, Marc Sorkin e Lauro Venturi che, diviso in sei episodi, si basa sulla vita dei pittori Grant Wood, Paul Gauguin, Francisco Goya, Henri de Toulouse-Lautrec, Vittore Carpaccio e Hieronymus Bosch.

## Riconoscimenti
- 1952 - Golden Globe
  - Premio speciale (Ewald André Dupont, Luciano Emmer, Robert Hessens, Alain Resnais)